# Isidor Früh
Isidor Früh (né le 13 avril 1922 à Sasbach et mort le 28 août 2002 dans la même ville) est un agriculteur et homme politique allemand (CDU).

## Biographie
Après avoir étudié à l'école secondaire et au lycée, Früh est enrôlé dans la Wehrmacht en 1941 et participe en tant que soldat à la Seconde Guerre mondiale jusqu'en 1945. À la fin de la guerre, il est fait prisonnier, dont il est libéré en 1947. Il suit ensuite une formation agricole. En 1948, il entreprend des études d'agriculture à l'Université de Hohenheim, qu'il termine en 1951 par un examen d'agriculteur qualifié. En 1949, il devient membre de l'association étudiante catholique KDSt.V. Carolingia Hohenheim dans le CV.
Früh est de 1952 à 1976 chef du Centre d'éducation des adultes en milieu rural de l'Association des agriculteurs d'État Wurtemberg-Hohenzollern à Bad Waldsee, reçoit son doctorat en 1958. Il travaille ensuite comme président de l'Association des lycées populaires ruraux en Allemagne. En 1973, il prend la direction de l'Association fédérale des fruits et petits distillateurs allemands.

## Parti politique
Au début de 1956, il rejoint la CDU et est élu président de l'association locale CDU de Bad Waldsee. Il est également vice-président du comité régional de l'agriculture de la CDU Bade-Wurtemberg.

## Parlementaire
De 1969 à 1980, Früh est député du Bundestag. De 1969 à 1976, il est entré au Bundestag via la liste de l'État du Bade-Wurtemberg et représente la circonscription de Biberach de 1976 à 1980. En outre, il est membre du Parlement européen de 1973 à 1989.

## Honneurs
- Officier de l'Ordre du Mérite de la République fédérale d'Allemagne, 1983